# Брокеридж
Бро́керидж (от brokering, посредничество) — оказание посреднических услуг на рынке коммерческой недвижимости:
- поиск арендаторов и покупателей коммерческих площадей (торговой, офисной, складской и др.),
- проведение переговоров с арендаторами и покупателями, на условиях владельца коммерческой недвижимости,
- содействие заключению договора аренды или купли-продажи, между владельцем коммерческой недвижимости и арендатором (покупателем).

Компании, предоставляющие брокерские услуги, работают по агентскому договору и получают вознаграждение за свои услуги в виде комиссионного вознаграждения. Как правило, размер комиссионных определяется в процентном отношении от результата сделки:
- 2-5 % от стоимости проданной недвижимости;
- 7-11 % от арендного дохода за год за сдачу в аренду торговых площадей.

Альтернативой брокериджу выступают собственные подразделения или специалисты по аренде в компании владельца (девелопера) коммерческой недвижимости.

## Основополагающие документы брокериджа
Брокерские компании представляют интересы владельца коммерческой недвижимости, согласно агентскому договору.
В работе с потенциальными арендаторами и покупателями используется комплексное досье объекта, в котором дается описание реализуемого объекта, его зоны охвата, потенциальные покупатели (для торгового центра), торговый план объекта.
Базовые арендные ставки брокериджа приведены в арендном плане.
Договорные отношения с арендаторами строятся на основе оферты, предварительного договора и договора аренды (купли-продажи).
Концепцию объекта коммерческой недвижимости, торговый план, арендный план, досье, оферту, предварительный договор и договор аренды (купли-продажи) разрабатывают специализированные консалтинговые компании.